# John Knatchbull, 7. Baron Brabourne
John Ulick Knatchbull, 7. Baron Brabourne (* 9. November 1924 in London; † 22. September 2005 in Kent), war ein britischer Adeliger und Filmproduzent.

## Leben
Knatchbull war der jüngere Sohn von Michael Knatchbull, 5. Baron Brabourne, und dessen Gattin Doreen Geraldine Browne. Er wurde am Eton College ausgebildet. Im Zweiten Weltkrieg kämpfte er ab 1943 in Nordwesteuropa, wo er verwundet wurde. 1946 schied er im Rang eines Captain der Coldstream Guards aus dem Militärdienst aus. Als sein älterer Bruder Norton Knatchbull, 6. Baron Brabourne, 1943 kinderlos starb, erbte er dessen Adelstitel, mit dem auch ein Sitz im House of Lords verbunden war. Diesem gehörte er bis zum Inkrafttreten des House of Lords Act 1999 an.
1946 heiratete Knatchbull Patricia Knatchbull, 2. Countess Mountbatten of Burma, Tochter von Louis Mountbatten, 1. Earl Mountbatten of Burma. Mit ihr hatte er sieben Kinder. Bei einem Anschlag der IRA auf Earl Mountbatten im Jahr 1979 starben dieser, Knatchbulls 14-jähriger Sohn Nicholas und seine Mutter; er selbst, seine Frau und der Sohn Timothy überlebten verletzt.
Ende der 1950er Jahre begann Knatchbull, Filme zu produzieren. Seine erste Produktion war 1958 Die Pranke des Tigers. Es folgten Filme wie Franco Zeffirellis Romeo und Julia, Sidney Lumets Mord im Orient-Expreß (1974) oder Reise nach Indien (1984) von David Lean mit Alec Guinness. Er produzierte mit Vorliebe Agatha-Christie-Verfilmungen und andere Literaturverfilmungen, etwa von Charles Dickens, E. M. Forster oder William Shakespeare.
Für Romeo und Julia und Reise nach Indien war Knatchbull für den Oscar nominiert, für Reise nach Indien auch für den British Academy Film Award. Durch die Hilfe seines Schwiegervaters, der in den 1950er und 1960er Jahren Chef der Royal Navy war, konnte Knatchbull auch mehrere Filme drehen, die im maritimen Bereich spielen. In späteren Jahren war er Direktor von Thames Television, einem privaten Fernsehsender. Zudem gehörte er zur Geschäftsleitung von Thorn EMI.
Knatchbull starb 2005, seinen Adelstitel erbte sein ältester Sohn Norton Knatchbull, 8. Baron Brabourne, der seit dem Tod seiner Mutter 2017 auch 3. Earl Mountbatten of Burma ist.

## Filmografie (Auswahl)
- 1953: Anna von Singapur (Laughing Anne) (Produktionsleitung)
- 1960: Die letzte Fahrt der Bismarck (Sink the Bismarck!)
- 1962: Rebellion (H.M.S. Defiant)
- 1965: Othello
- 1968: Knotenpunkt London (Up the Junction)
- 1974: Mord im Orient-Expreß (Murder on the Orient Express)
- 1978: Tod auf dem Nil (Death on the Nile)
- 1980: Mord im Spiegel (The Mirror Crack’d)
- 1982: Das Böse unter der Sonne (Evil Under the Sun)
- 1988: Klein Dorrit (Little Dorrit)